# La Cruz de Río Grande
La Cruz de Río Grande là một khu tự quản thuộc tỉnh Región Autónoma del Atlántico Sur, Nicaragua. Khu tự quản La Cruz de Río Grande có diện tích 3449 ki lô mét vuông. Đến thời điểm năm 2005, huyện La Cruz de Río Grande có dân số 23284 người.